# Estádio Municipal Sócrates Stamato
Estádio Municipal Sócrates Stamato – stadion piłkarski w Bebedouro, São Paulo (stan), Brazylia, na którym swoje mecze rozgywa Associação Atlética Internacional (Inter de Bebedouro).